# Sundasciurus philippinensis
Sundasciurus philippinensis är en däggdjursart som först beskrevs av Waterhouse 1839.  Sundasciurus philippinensis ingår i släktet sundaekorrar, och familjen ekorrar. IUCN kategoriserar arten globalt som livskraftig. Inga underarter finns listade i Catalogue of Life.
Denna ekorre blir med svans 325 till 382 mm lång, svanslängden är 150 till 177 mm och vikten ligger vid 205 till 265 g. Sundasciurus philippinensis har 46 till 50 mm långa bakfötter och 20 till 22 mm stora öron. Ovansidans päls bildas av mörkbruna hår som har ljusbruna spetsar. Beroende på utbredning är undersidans päls grå eller ljusbrun. Arten har den för ekorrar typiska yviga svansen och en nagel vid den korta tummen medan alla andra fingrar har klor. I varje käkhalva finns en framtand.
Arten förekommer i östra och södra Filippinerna. Sundasciurus philippinensis lever i låglandet och i bergstrakter upp till 2100 meter över havet. Habitatet utgörs av olika slags skogar samt av områden nära skogar. Ekorren är även vanlig i odlade regioner.
Individerna kan leta på dagen och på natten efter föda. De äter frön och frukter samt odlade växter som korn och sötpotatis.